# اینچه سفلی (مانه و سملقان)
اینچه سفلی روستایی در دهستان جیرانسو بخش مرکزی شهرستان مانه و سملقان استان خراسان شمالی ایران است.

## جمعیت
بر پایه سرشماری عمومی نفوس و مسکن در سال ۱۳۹۵ جمعیت این مکان ۱٬۸۴۴ نفر (۵۴۶خانوار) بوده‌است.